# Уханьский инцидент
Инцидент в Ухане — вооруженный конфликт в китайском городе Ухане в июле 1967 г. в разгар Культурной революции между двумя противоборствующими группировками, известными как «Миллион героев» и «Главный штаб Уханьских рабочих». Первые, насчитывавшие около 500 000 человек, состояли в основном из квалифицированных рабочих, государственных и местных партийных работников и поддерживались местной НОАК во главе с командующим Уханьским военным округом генералом Чэнь Цзайдао. «Главный штаб рабочих Ухани», также насчитывавший около 500 000 человек, состоял в основном из неквалифицированных рабочих и студентов-хунвейбинов («красной гвардии»).
Обе стороны вели обширную пропагандистскую кампанию, пытаясь заручиться поддержкой общества. Центральные власти в Пекине (прежде всего Линь Бяо и Цзян Цин) в конце концов поддержали фракцию Штаба рабочих как «настоящую» революционную группу и отчитали Чэнь Цзайдао за его военную поддержку «Миллиона героев». Это событие было признано поворотным моментом в культурной революции: впервые военное руководство отказалось выполнять приказы центральных властей и, в частности, Группы культурной революции. Опасения по поводу того, что недовольство в НОАК разрастётся в масштабное восстание, вынудили Мао и его основных соратников принять меры против наиболее радикальных сторонников «культурной революции».

## Предшествующие события
Во время Культурной революции по всему Китаю провинциальные и муниципальные администрации были заменены организациями, известными как Революционные комитеты (состоявшие из партработников, солдат и студенческих / рабочих групп), которые взяли на себя управление страной с тем, чтобы очистить её от «контрреволюционных сил» и «реакционных элементов». Приказ центрального руководства «найти и схватить тех представителей власти, кто идет по пути капитализма» поставил под удар большинство действующих партийных и правительственных чиновников по отношению к атакам со стороны хунвейбинов — не из-за их идеологических настроений, а исключительно в силу занимаемых ими должностей. Фактически ярлык «идущего путём капитализма» был довольно расплывчатым, его можно было свободно применять к любому, с кем хунвейбины хотели свести счёты.
В крупном промышленном городе Ухань сложились две группы — тех, кто хотел сохранить существующий политический порядок в городе, и тех, кто хотел его свергнуть.
Штаб рабочих возник из союза местной молодежи (Красной гвардии) и различных «революционных» рабочих организаций многочисленных сталелитейных заводов Уханя. 27 января 1967 года они попытались осадить партийную организацию Уханя и муниципальную администрацию и захватить власть в городе, во многом подражая опыту Шанхайской народной коммуны. Однако действующим властям и множеству рядовых жителей удалось сплотиться против акции, которая в конечном итоге провалилась. Сопротивление акции хунвейбинов было названо «контрреволюционным инцидентом».
В марте 1967 года местные подразделения НОАК под командованием генерала Чэнь Цзайдао силой распустили фракцию Штаба рабочих и задержали около 500 её лидеров. В то же время он финансировал свою собственную «революционную массовую организацию», получившую название «Миллион героев», состоявшую из консервативно настроенных жителей города. «Миллион героев», лозунги которых также носили в целом «революционный» тон, в основном стремились сохранить статус-кво. Их позиция заключалась в том, что, по сути, существующий политический истеблишмент Ухани лояльно придерживался основной программы культурной революции и, следовательно, не должен был стать жертвой классовой борьбы.
Центральные власти в Пекине не делали никаких публичных заявлений о действиях, предпринятых НОАК против фракции «Штаб рабочих» в марте 1967 года. В частном порядке Группа по делам «культурной революции» при ЦК КПК контролировала действия хунвейбинов в Ухане, но при этом не критиковала действия НОАК, противостоявшей хунвейбинам в городе. Вместо этого они попытались не допустить участия Чэнь Цзайдао в апрельской военной конференции на высшем уровне в Пекине и вынудить его признать, что некоторые мартовские действия зашли слишком далеко, и что местная НОАК, возможно, допустила «ошибки» в своих действиях в той ситуации. Чэнь, однако, отказался покинуть конференцию и настаивал на общей правильности действий НОАК.

## «Инцидент»
Напряжение в Ухане нарастало в течение апреля, когда фракция «Штаба рабочих» проводила голодовки и митинги, заявляя, что является «истинным носителем» революционного дела. Его поддерживали хунвэйбины, осуществлявшие погромы, которым противостояли отряды самообороны из «Миллиона героев». Между тем, «Миллион героев» обвинил «Штаб рабочих» в подрыве революции, поскольку тот якобы не поддержал должным образом кампанию по критике Лю Шаоци и Дэн Сяопина. Конфликт между группировками принял открытый характер, в городе происходили стычки и погромы.
Чэнь Цзайдао ввёл в город войска и разгромил как местные партийные органы, так и организации хунвэйбинов и цзяофаней, поддержав «миллион героев».
На фоне нарастающего конфликта Группа по делам культурной революции пришла к выводу, что должна активно вмешаться и дать руководящие указания. Под эгидой Чжоу Эньлая и с одобрения Мао власти в Пекине издали приказ генералу Чэню прекратить поддержку «Миллиона героев». В директиве утверждалось, что военные Уханя совершили ошибку в «общей ориентации» при проведении политики культурной революции — они должны публично признать, что их мартовские действия против «Штаба рабочих» были неправильными. Директива также заклеймила «Миллион героев» как «консервативную организацию», а «Штаб рабочих» объявила «революционной организацией», оказав по сути поддержку последней. 10 июля Чжоу Эньлай уведомил Чэня Цзайдао, что переговоры по ситуации в Ухани состоятся в самом городе, а не в Пекине, как было оговорено ранее. Чжоу скрыл от Чэня, что Мао Цзэдун прибудет инкогнито в Ухань в рамках инспекционной поездки по провинциям. Обе стороны конфликта на данном этапе стали воздерживаться от опрометчивых поспешных ходов.
Министр общественной безопасности Се Фучжи и ведущий пропагандист Ван Ли прибыли в Ухань 16 июля и немедленно приказали генералу Чэню прекратить поддержку «Миллиона героев» и перейти на сторону «Штаба рабочих». Приказ, который Се зачитал на совещании командного состава НОАК в Ухане 19 июля, не был выполнен, некоторые военные части открыто отказались выполнять приказ. Более того, значительная часть города оказывала поддержку «Миллиону героев».
В последней попытке разрешить кризис Чжоу Эньлай лично вылетел в Ухань 20 июля в негласном порядке, но об этом вскоре стало известно Чэнь Цзайдао, который не выступая открыто против прибытия Чжоу, когда его самолёт заходил на посадку, распорядился перекрыть взлётно-посадочную полосу военного аэродрома Ханькоу-Ваньцзядун танками, также на ВПП на военных грузовиках прибыли несколько сотен солдат Хубейской отдельной дивизии и одетых в чёрное демонстрантов из числа «Миллиона героев» с красными флагами, дружно выкрикивавших: «Мы хотим видеть Премьера Чжоу! Мы ходим пожаловаться Премьеру Чжоу!»; в силу этих обстоятельств и ради собственной безопасности Чжоу приземлился на аэродроме Шанпо, контролировавшемся ВВС НОАК — видом вооружённых сил, лояльных Линь Бяо (и, следовательно, Культурной революции). Под вечер самолёт с Чжоу на борту взлетел с Шанпо и вновь взял курс на аэродром Ханькоу-Ваньцзядун, приземлившись на его запасной полосе. Оттуда Чжоу, после того, как стемнело, переодевшись в штатское, в затемнённых очках, на двух джипах под охраной спецназа ВВС выехал в гостевой дом на Восточном озере. Сам Мао также поселился в гостевом доме на Восточном озере Уханя. Чэнь был потрясён личным прибытием Мао в Ухань и согласился сделать письменное заявление с самокритикой. Затем Ван Ли собрал около 200 офицеров дивизии на импровизированную конференцию и отругал их за то, что они не смогли понять суть Культурной революции. Речь Ван Ли вызвала особое возмущение военных из-за снисходительного тона. Тем временем в диспетчерском центре на аэродроме Ханькоу-Ваньцзядун был организован оперативный штаб, куда прибыл командующий ВМС НОАК Ли Цзопэн, а с ним - начальники оперативных управлений армии, авиации и флота. По распроряжению Цзопэна в порты Ханькоу прибыла эскадра боевых кораблей.
Присутствие Мао и Чжоу в Ухане держалось в секрете, и «Миллион героев» считал Се и Вана главными представителями центральной власти. 20 июля силы, принадлежавшие к мятежному подразделению НОАК Чэня, обеспокоенные приговором, вынесенным военному руководству округа и «Миллиону героев», схватили Се Фучжи и избили его, в то время как агитаторы из «Миллиона героев» захватили Ван Ли. Ван Ли и Се Фучжи были освобождены военными в ходе секретной операции и 25 июля вернулись в Пекин, где их встретили как героев, которые якобы спасли город от «контрреволюционного» восстания.
По оценкам, во время беспорядков в Ухане в июле 1967 года около тысячи человек были убиты и десятки тысяч получили ранения.

## Последствия
26 июля Чэнь Цзайдао и его политработник Чжун Ханьхуа были схвачены и доставлены в контролировавшийся властями Пекина отель «Цзинси», где над ними был проведён «показательный процесс», на котором центральные власти в Пекине обвинили военное ведомство Ухань в поддержке неправильной группы в политической борьбе в городе. Командующий ВВС У Фасянь, сторонник Линь Бяо и начальник службы безопасности Се Фучжи обвинили Чэня в ряде преступлений в присутствии большой группы высокопоставленных военных и политических лидеров, многие из которых, возмущённые жестоким обращением с Чэнем, покинули заседание. Во время заседания Чэня избили сотрудники службы безопасности. Затем Чэнь и Чжун были сняты с должностей и заменены фигурами, более лояльными к Линь Бяо. События в Ухане были названы «контрреволюционным инцидентом».
После инцидента Цзян Цин в речи перед организациями Красной гвардии в провинции Хэнань заявила, что следует «использовать слова для нападения, а оружие — для защиты». Её высказывания были восприняты организациями хунвейбинов по всей стране как одобрение вооруженных методов расправы с противниками и привели к эскалации жестоких столкновений между фракциями по всей стране. Последовавшее за этим насилие, ряд эпизодов которого был направлены прямо против различных местных подразделений НОАК, заставило Мао и его радикальных сторонников отказаться от поддержки вооруженных методов «восстания» хунвейбинов, вероятно, из-за опасений по поводу широкомасштабных жертв в составе НОАК. Чтобы успокоить НОАК и высших военных руководителей, Ван Ли был арестован в августе 1967 года, затем объявлен козлом отпущения как главный подстрекатель фракционного насилия в Ухане и отправлен в тюрьму.
Инцидент в Ухане был самым серьёзным массовым выступлением против политического строя КНР вплоть до инцидента на площади Тяньаньмэнь 1976 года. Историки обычно характеризуют его как восстание военного истеблишмента и широкой части общества г. Ухани против руководства Культурной революции. Действительно, сам Мао был предупреждён о возможности «государственного переворота» Чэнь Цзайдао в ответ на приговор Уханьского военного округа, хотя на самом деле переворот не готовился и не состоялся.
Уже в начале 1970-х, при жизни Мао и вскоре после падения Линь Бяо, Чэнь Цзайдао был реабилитирован. Позднее, в 1978 г., он вновь был избран в состав ЦК КПК.